# Iglesias de la Paz de Jawor y Świdnica
Las Iglesias de la Paz (en polaco: Kościoły Pokoju, en alemán: Friedenskirchen) son notables edificios religiosos construidos en Silesia (Polonia). 

## Historia
En 1648, el Tratado de Westfalia concedió a los protestantes luteranos en las zonas católicas de Silesia el derecho a la construcción de tres iglesias: en Głogów (Glogau), en Jawor (Jauer) y Świdnica (Schweidnitz). La condición era que se construyeran de madera y sin utilizar clavos, y que estuviesen situadas fuera de los confines de las ciudades. También se limitaba el tiempo de construcción a un año. De estas tres, se conservan dos, tras el incendio que destruyó la iglesia de la Paz de Głogów en 1758. Después su restauración en cooperación germano-polaca, las iglesias de la Paz de Jawor y Świdnica fueron inscritas en la lista del Patrimonio de la Humanidad en 2001.
- La iglesia de la Paz del Espíritu Santo de Jawor (en polaco: Pokoju Kościół Świętego Ducha) fue construida durante los años 1654-1655 según los planos del arquitecto Breslau Albrecht von Saebisch (1610-1688). Tiene 43,5 m de largo, 14 m de ancho y 15,7 m de altura, con aproximadamente 1180 m² de superficie y capacidad para aproximadamente 5.500 personas. Las pinturas son de George Flegel que las realizó durante la década 1671-1681. Los motivos (más de 200 imágenes) proceden de la Biblia en su mayoría. El púlpito de 1670 es obra de Mateo Knot, de Legnica (Liegnitz). El altar es obra de Martin Schneider, fechado hacia 1672. El primer órgano, debido a J. Hoferichter de Legnica, se construyó en 1664. Defectuoso, fue sustituido durante los años 1855-1856 por un nuevo órgano, de Adolfo Alexandre Lummert de Breslavia (Breslau). Fue restaurada en 1899, 1937 y después en 2002. El campanario fue añadido a principios del siglo XVIII. En la actualidad, la comunidad protestante de Jawor es de sólo 40 personas, razón por la cual la iglesia se mantiene con el apoyo financiero de Alemania.

- La iglesia de la Paz de la Santísima Trinidad de Świdnica (en polaco: Pokoju Kościół pw. Świętej Trójcy) fue construida en 1656-1657 y está considerada como la iglesia de entramado de madera más grande de Europa.

## Galería de imágenes

### Świdnica

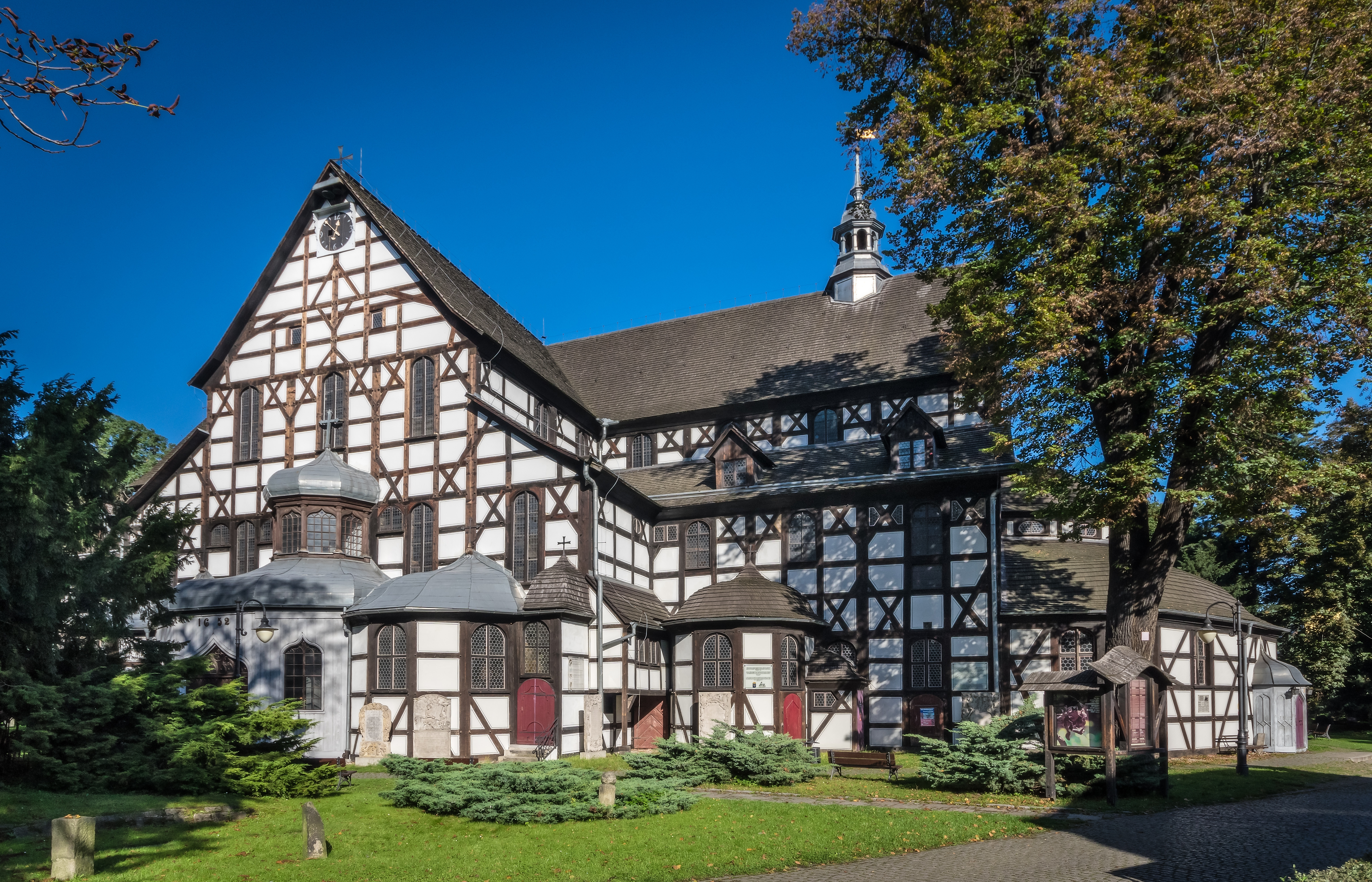
Fachada
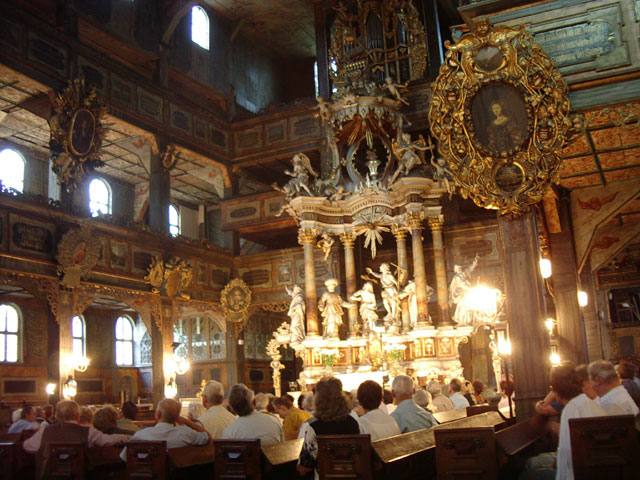
Altar mayor
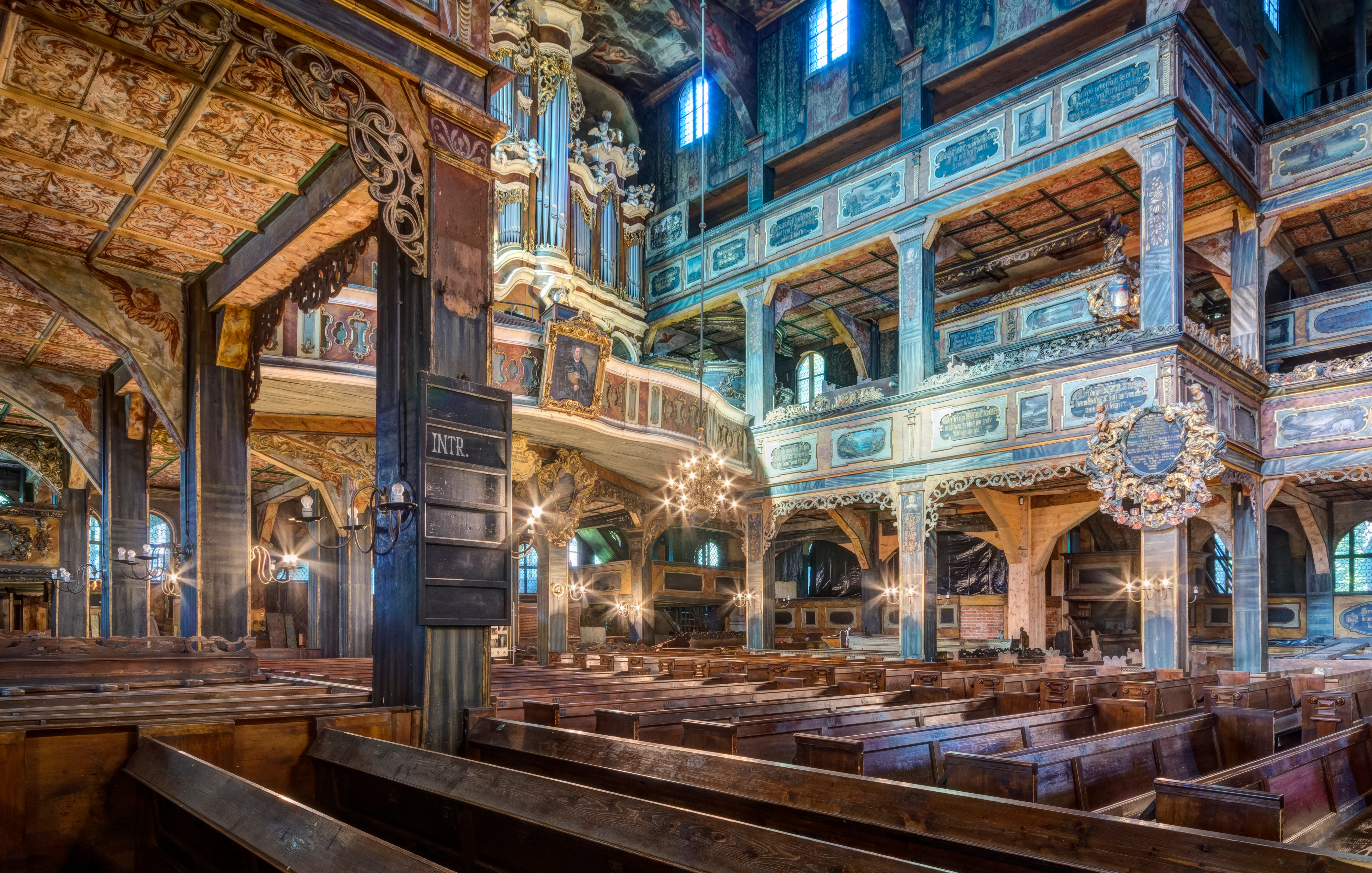
Púlpito
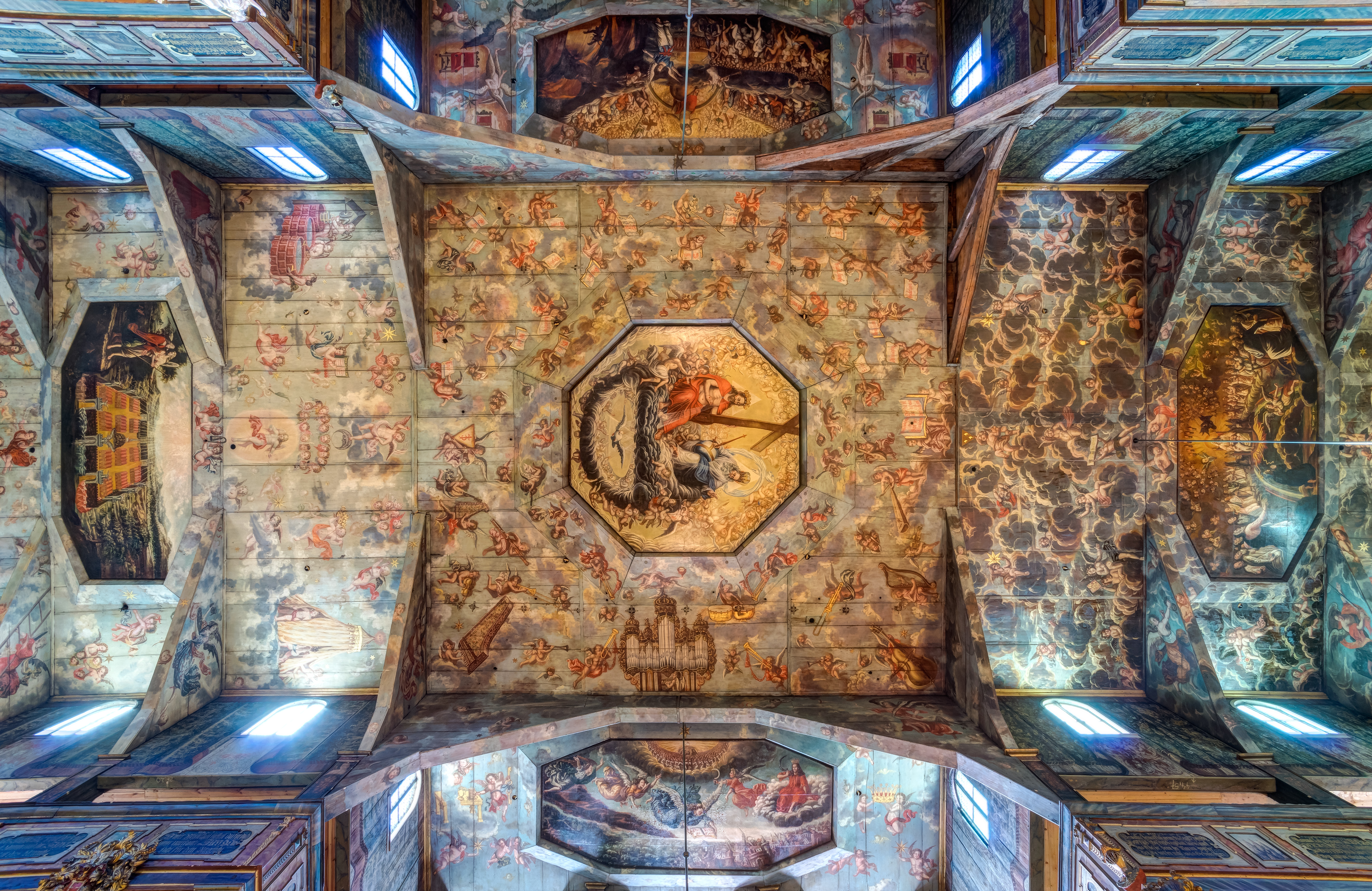

### Jawor

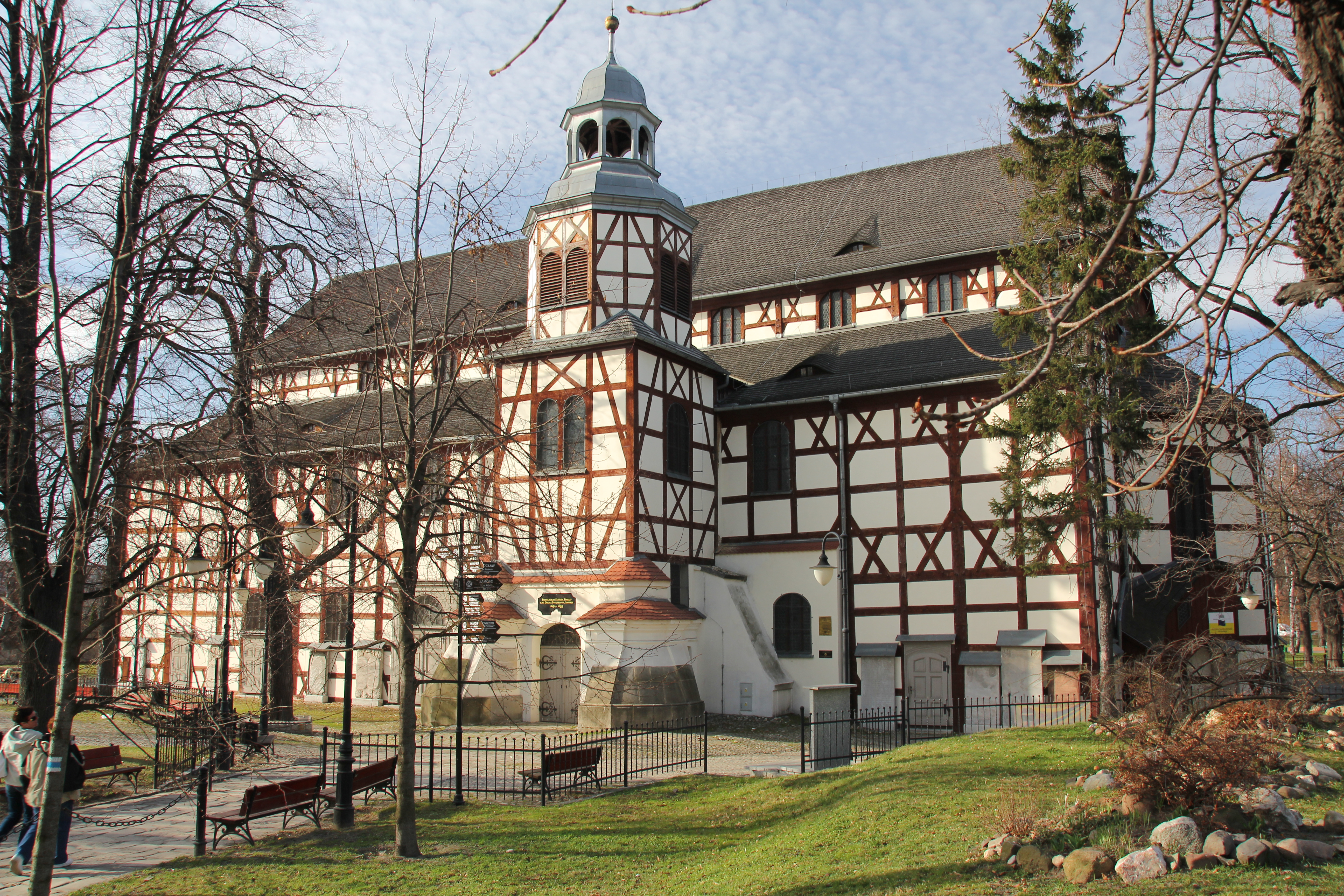
Vista exterior
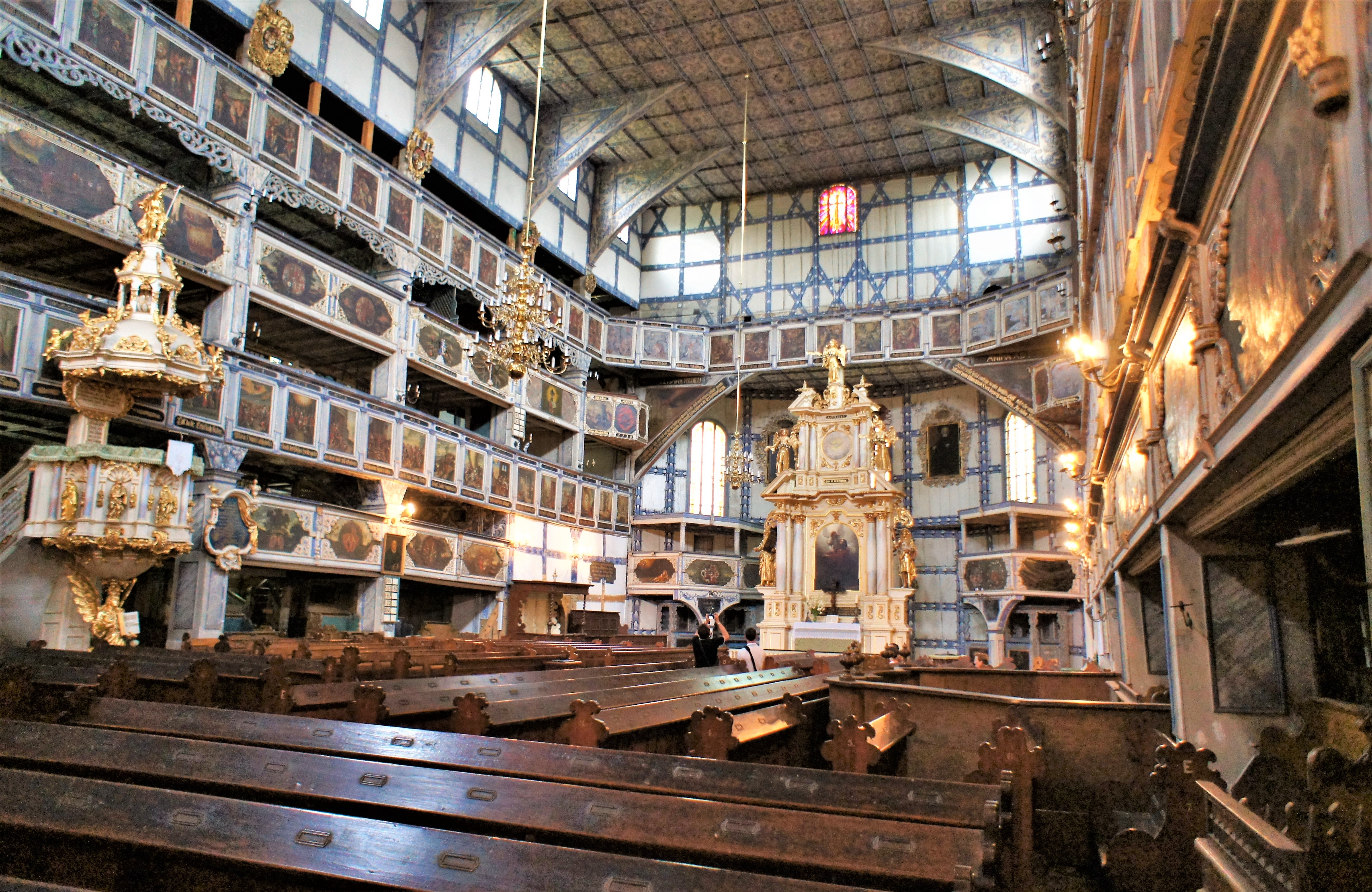
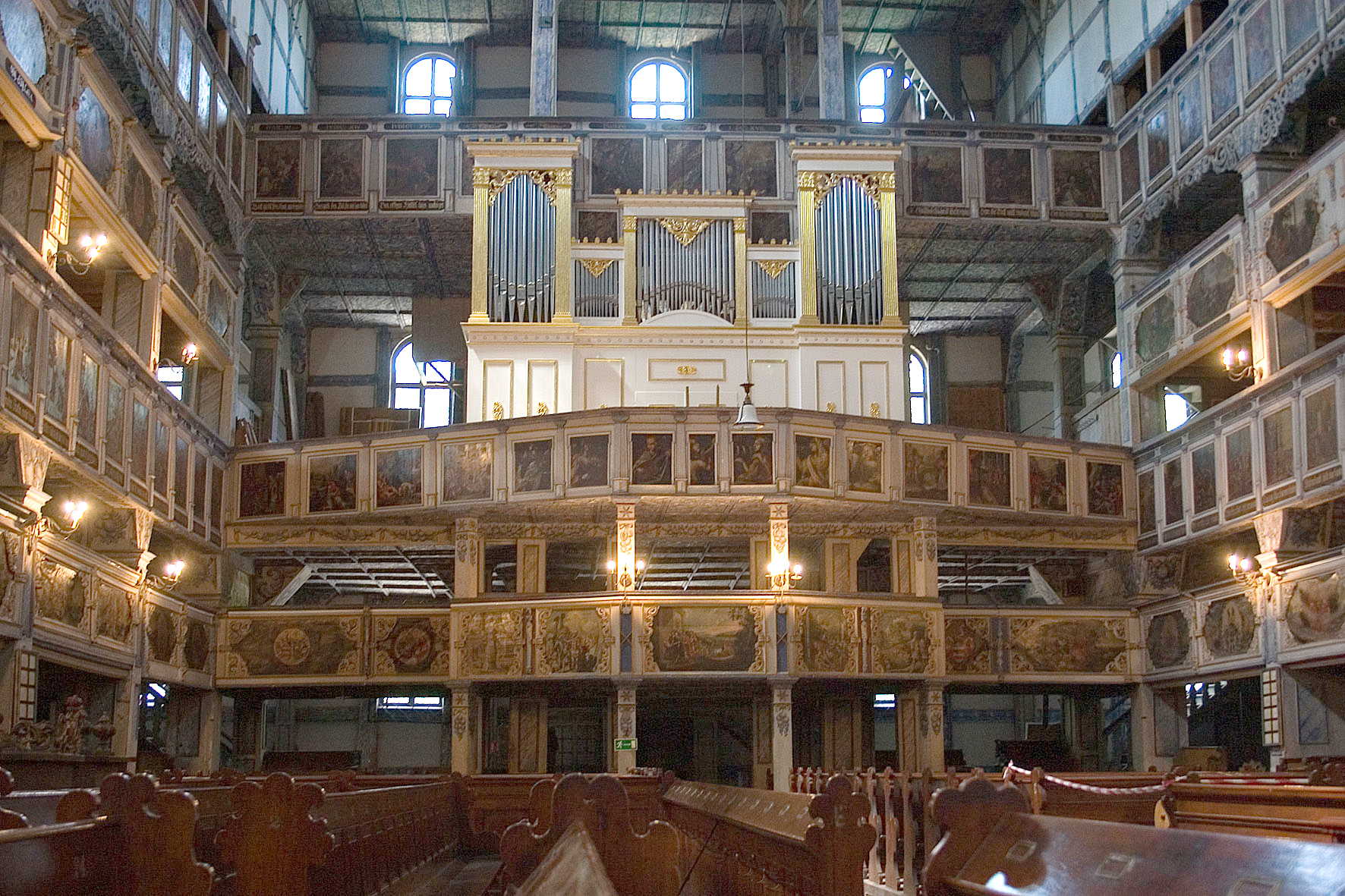
Órgano
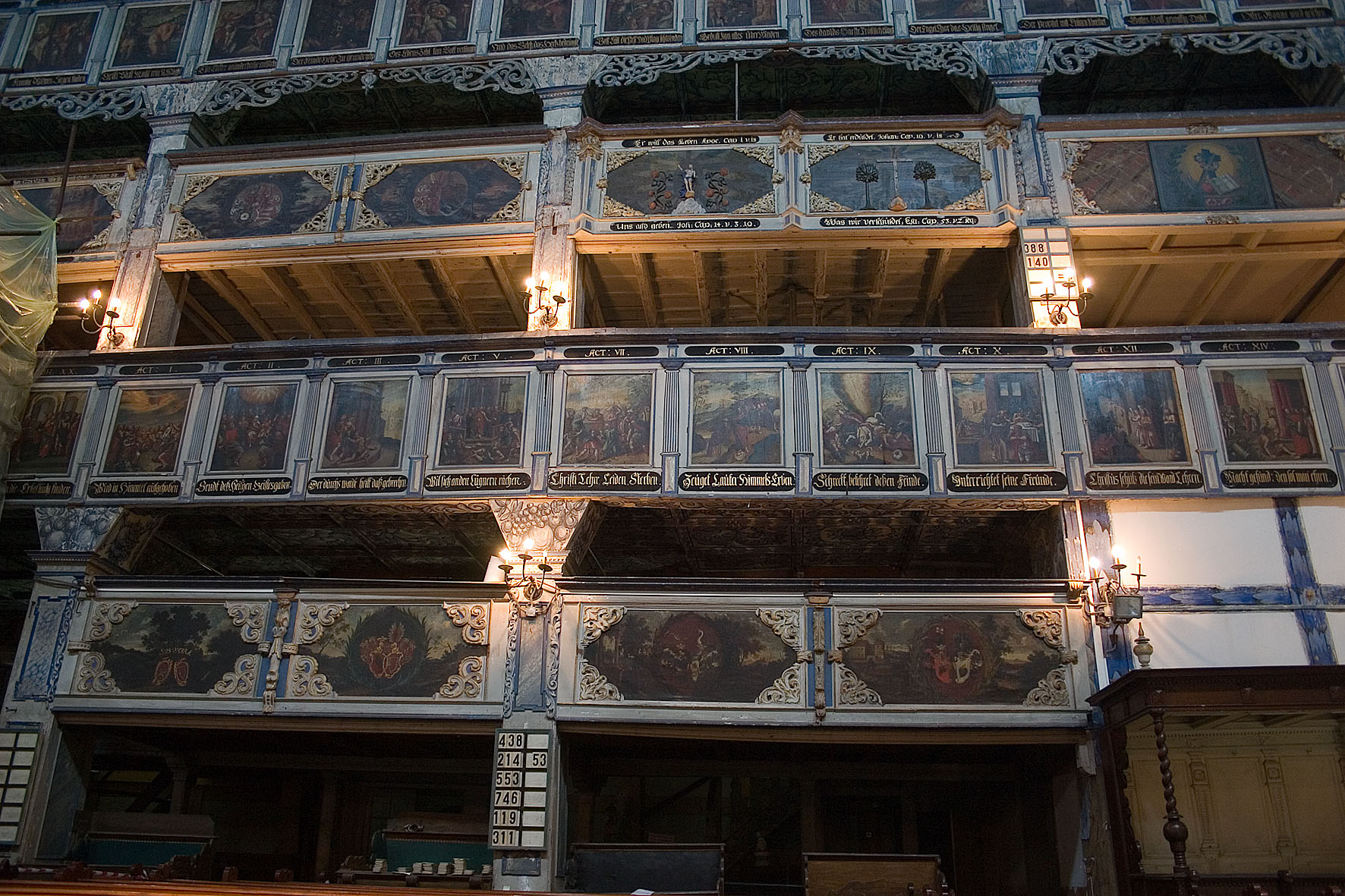
Paneles decorativos